# Nguyễn Anh Đức
Nguyễn Anh Đức (Binh Duong, Vietnam, 24 de octubre de 1985) es un exfutbolista y entrenador de fútbol de Vietnam que jugaba en la posición de delantero. Actualmente es el entrenador del Long An FC de la V.League 2.

## Carrera

### Club
| Periodo   | Club                 | Apariciones | Goles |
| --------- | -------------------- | ----------- | ----- |
| 2004–2005 | DongA Bank           | 9           | 7     |
| 2006–2019 | Becamex Binh Duong   | 355         | 116   |
| 2020      | Hoang Anh Gia Lai FC | 9           | 0     |
| 2021–2022 | Long An FC           | 5           | 5     |

### Selección nacional
Jugó para Vietnam en 36 ocasiones de 2006 a 2019 y anotó 12 goles; participó en la Copa Asiática 2007 y en tres ediciones de los Juegos Asiáticos.

## Logros

### Club
- V.League 1: 2007, 2008, 2014, 2015
- Vietnamese National Cup: 2015, 2018
- Vietnamese Super Cup: 2007, 2008, 2014, 2015

### Selección nacional
- VFF Cup: 2018
- AFF Championship: 2018

### Individual
- Balón de Oro de Vietnam: 2015
- Balón de Plata de Vietnam: 2017, 2018
- Goleador de la V.League 1: 2017

## Estadísticas

### Goles con selección nacional
| No  | Fecha      | Sede                                      | Rival     | Marcador | Resultado | Torneo                                   |
| --- | ---------- | ----------------------------------------- | --------- | -------- | --------- | ---------------------------------------- |
| 1.  | 24-6-2007  | Mỹ Đình National Stadium, Hanói, Vietnam  | Jamaica   | 3–0      | 3–0       | Amistoso                                 |
| 2.  | 30-6-2007  | Mỹ Đình National Stadium, Hanói, Vietnam  | Baréin    | 5–3      | 5–3       | Amistoso                                 |
| 3.  | 2-12-2010  | Mỹ Đình National Stadium, Hanói, Vietnam  | Birmania  | 1–0      | 7–1       | 2010 AFF Championship                    |
| 4.  | 2-12-2010  | Mỹ Đình National Stadium, Hanói, Vietnam  | Birmania  | 4–1      | 7–1       | 2010 AFF Championship                    |
| 5.  | 5-3-2014   | Mỹ Đình National Stadium, Hanói, Vietnam  | Hong Kong | 2–0      | 3–1       | Clasificación para la Copa Asiática 2015 |
| 6.  | 10-10-2017 | Mỹ Đình National Stadium, Hanói, Vietnam  | Camboya   | 3–0      | 5–0       | Clasificación para la Copa Asiática 2019 |
| 7.  | 27-3-2018  | King Abdullah II Stadium, Amán, Jordania  | Jordania  | 1–0      | 1–1       | Clasificación para la Copa Asiática 2019 |
| 8.  | 8-11-2018  | New Laos National Stadium, Vientián, Laos | Laos      | 2–0      | 3–0       | Copa Suzuki AFF 2018                     |
| 9.  | 16-11-2018 | Mỹ Đình National Stadium, Hanói, Vietnam  | Malasia   | 2–0      | 2–0       | Copa Suzuki AFF 2018                     |
| 10. | 2-12-2018  | Panaad Stadium, Bacólod, Filipinas        | Filipinas | 1–0      | 2–1       | Copa Suzuki AFF 2018                     |
| 11. | 16-12-2018 | Mỹ Đình National Stadium, Hanói, Vietnam  | Malasia   | 1–0      | 1–0       | Copa Suzuki AFF 2018                     |
| 12. | 5-6-2019   | Chang Arena, Buriram, Tailandia           | Tailandia | 1–0      | 1–0       | King's Cup 2019                          |